# Haiink
Haiink is een buurtschap  in de gemeente Roosendaal in de Nederlandse provincie Noord-Brabant. Het is een van de nederzettingen van waaruit Roosendaal is ontstaan. Het ligt een kilometer ten zuidwesten van de stad Roosendaal, iets ten zuiden van de A58 richting Bergen op Zoom. Het bestaat uit een paar huizen en boerderijen zonder dat er sprake is van een duidelijke woonkern. Aan de Haiinkse straat is een houtwal met Zomereik, Sporkehout, Zwarte els, Zoete kers en Adelaarsvaren. Delen van deze houtwal dateren van voor 1850. De rest is aangelegd tussen 1850 en 1925.
In de middeleeuwen werd deze buurtschap Haagdonk genoemd, afgeleid van donk wat erop duidt dat er sprake is van een verhoogde plek in een beekdal. Haiink ligt in het gebied van het Haiink beekje en de molenbeek.
Stad: Roosendaal      Dorpen: Heerle · Moerstraten · Nispen · Wouw · Wouwse Plantage

Buurtschappen: Akker · Boeiink · Borteldonk · Brembosch · Bulkenaar · De Rotting · Everland · Haiink · Hazelaar · Heijbeek · Hoevestein · Hollandsdiep · Hulsdonk · Kruisstraat · Nieuwenberg · Oostlaar · Plantage Centrum · Vijfhoek · Vinkenbroek · Visdonk · Vleet · Vroenhout · Wouwse Hil · Zoomvliet

Noord-Brabant: Steden en dorpen      Nederland: Provincies · Gemeenten